# Galleria del Monte Maggiore
La galleria del Monte Maggiore  (in croato tunel Učka) è una galleria stradale che si trova in Croazia in Istria tra i comuni di Lupogliano (Regione istriana) e Mattuglie (Litoraneo-montana) sotto il monte Maggiore. È la via principale per l'accesso dall'Istria al resto della Croazia.

## Caratteristiche
La galleria è lunga 5.062 metri a una canna ed è larga 9,10 metri. Il limite di velocità è 80 km/h e il sorpasso è vietato. 
Il tunnel ha 83 telecamere di videosorveglianza, 538 rilevatori antincendio, 39 idranti e 30 colonnine SOS ed è gestito dal 1995 dalla società a capitale misto croato-francese BINA Istra che gestisce tutta la Y istriana.

## Storia
Parte del progetto della Y istriana per collegare l'Istria al resto della Croazia, il progetto autostradale della superstrada B8 comincia nella Jugoslavia socialista con il Piano territoriale regionale dell'Istria del 1968 che prevede la costruzione della Y istriana con centro a Monpaderno (Baderna) di Parenzo, la galleria venne costruita dal 1979 al 1981 durante la costruzione del tratto da Mattuglie fino a Lupogliano lungo circa 20 km, poi nel 1983 venne decisa la modifica della Y istriana con centro a Canfanaro invece che a Monpaderno.
Il tunnel venne progettato dall'Institut građevinarstva Hrvatske (Istituto per le Costruzioni Croato) e costruito dalle società Hidroelektra Zagreb e Konstruktor Split e venne aperte al traffico veicolare il 27 settembre 1981, al 13 dicembre 2007 era stato attraversato da 40 milioni di veicoli.
Nel 2004 in un test di sicurezza dell'ADAC, la galleria si classificò assieme alla galleria di Tuhobić, anch'essa in Croazia, a causa delle scarse condizioni di sicurezza, il tunnel di Tuhobić è stato aumentato di quattro corsie invece la galleria del Monte Maggiore non è stata aumentata, inoltre l'alto pedaggio di 28 kune ha portato nel 2008 a proteste dei motociclisti istriani.
Nel 2020 sono partiti i lavori del raddoppio della galleria.